# Sadik Mujkič
Sadik Mujkič, född den 29 februari 1968 i Jesenice i Slovenien, är en jugoslavisk och därefter slovensk roddare.
Han tog OS-brons i fyra utan styrman i samband med de olympiska roddtävlingarna 1992 i Barcelona.